# Pedro I (obispo)
Pedro I Peláez fue obispo de Oviedo entre los años 1156 y 1161. Era el abad del monasterio de San Vicente de [Oviedo]] cuando se le nombró obispo de esta diócesis. Hizo un viaje a Roma exclusivamente para recibir la confirmación y bendición apostólica del papa Alejandro III. La reina Doña Urraca cedió a este obispo y a sus sucesores los palacios que había heredado de su padre el rey Alfonso VII y que, a su vez, habían sido las residencias habituales de otros reyes, entre ellos  Alfonso II el Casto. A continuación pasó a ser el palacio episcopal de los obispos de Oviedo y precisamente por ese motivo estuvo en Oviedo el rey Fernando II. Durante el pontificado de Pedro I se cedió a la catedral la parroquia de Feleches.

| Predecesor: Martín II | Obispo de Oviedo 1156 - 1161 | Sucesor: Gonzalo I |